# Lijst van voetbalinterlands Bahrein - Kirgizië
Deze lijst van voetbalinterlands is een overzicht van alle officiële voetbalwedstrijden tussen de nationale teams van Bahrein en Kirgizië. De landen hebben tot op heden zeven keer tegen elkaar gespeeld. De eerste ontmoeting, een kwalificatiewedstrijd voor het Wereldkampioenschap voetbal 2002, werd gespeeld in Singapore op 6 februari 2001. Het laatste duel, een vriendschappelijke wedstrijd, vond plaats op 12 oktober 2023 in Arad.

## Wedstrijden
| № | Plaats      | Datum            | Competitie           | Wedstrijd          | Uitslag |
| - | ----------- | ---------------- | -------------------- | ------------------ | ------- |
| 1 | Singapore   | 6 februari 2001  | WK 2002 kwalificatie | Bahrein – Kirgizië | 1 – 0   |
| 2 | Koeweit     | 21 februari 2001 | WK 2002 kwalificatie | Kirgizië – Bahrein | 1 – 2   |
| 3 | Muharraq    | 9 juni 2004      | WK 2006 kwalificatie | Bahrein – Kirgizië | 5 – 0   |
| 4 | Bisjkek     | 8 september 2004 | WK 2006 kwalificatie | Kirgizië – Bahrein | 1 – 2   |
| 5 | Riffa       | 15 november 2016 | Vriendschappelijk    | Bahrein − Kirgizië | 0 − 0   |
| 6 | Madinat Isa | 16 november 2021 | Vriendschappelijk    | Bahrein − Kirgizië | 4 − 2   |
| 7 | Arad        | 12 oktober 2023  | Vriendschappelijk    | Bahrein − Kirgizië | 2 − 0   |

## Samenvatting
| Competitie        | Totaal gespeeld | Winst Bahrein | Gelijk | Winst Kirgizië | Doelsaldo Bahrein – Kirgizië |
| ----------------- | --------------- | ------------- | ------ | -------------- | ---------------------------- |
| WK-kwalificatie   | 4               | 4             | 0      | 0              | 10 − 2                       |
| Vriendschappelijk | 3               | 2             | 1      | 0              | 6 − 2                        |
| Totaal            | 7               | 6             | 1      | 0              | 16 − 4                       |

Wedstrijden bepaald door strafschoppen worden, in lijn met de FIFA, als een gelijkspel gerekend.